# Дору (річка)
До́ру (порт. Douro, вимова [ˈdo(w)ɾu]), або Дуе́ро (ісп. Duero, вимова [ˈdweɾo]) — одна з найбільших річок Піренейського півострова. Протікає територією Іспанії та Португалії. Довжина — 896 км; площа басейну — близько 97 тисяч км². Бере початок з містечка Пікос-де-Убріон в іспанській провінції Сорія, на висоті 2080 м. Тече через північну і центральну Іспанію, а також північну Португалію. Впадає в Атлантичний океан біля міста Порту. Лише португальська частина річки судноплавна. Латинська назва за римських часів — Ду́рій (лат. Durius).

## Назва
- Ду́рій (лат. Durius; грец. Δούριος, Doúrios[3]) — латинська назва річки за римських часів[2]. Походить від кельтського кореня *dubro-[4], «вода». Також назва однойменного річкового бога Дурія, якого в стародавні часи вшановували лузітани та кельтібери[5].
- До́ру (порт. Douro) — португальська назва річки
- Дуе́ро (ісп. Duero) — іспанська назва річки

Є численні версії про походження назви. Одна з них, що на крутих пагорбах річки, сухих і непривітних вимивалися блискучі камінці, які виявилися золотом. Звідси назва річки, порт. Douro (Золота), порт. Do+Ouro (З+Золота). Ще одна версія свідчить, що назва річки походить від лат. duris "твердий", тобто про твердість ландшафту, в тому числі високі скелі. Популярне ім'я романтично передбачає посилання на золоту річку "Rio de Ouro (Do ouro)", але це не має історичної достовірності.

## Притоки
- Агеда